# 하리 네프
하리 네프(Hari Nef, 1992년 10월 21일 ~ )는 미국의 모델, 배우, 작가이며 트랜스젠더 여성이다. 2015 뉴욕 패션 위크 봄 시즌에서 런웨이 데뷔를 했다.

## 출연 작품

### 영화
- 어쌔신 걸스 (2018)
- 바비 (2023)

### 텔레비전
- 2050: 벼랑 끝 인류 (2023)
- 디 아이돌 (2023)